# 常田永則
常田 永則（ときだ ながのり）は、戦国時代の武将。

## 略歴
真田家臣・河原隆正の三男。叔母・恭雲院は真田幸隆に嫁いでおり、永則が幸隆の甥・常田道堯の養子となることで真田氏と河原氏・常田氏は密接に姻戚関係を結んでいる。
天正3年（1575年）、従兄弟の真田信綱に従い長篠の戦いに参陣し、討ち死にした。